# David Dew
David Dew (* 1. November 1968) ist ein ehemaliger neuseeländischer Radrennfahrer.

## Sportliche Laufbahn
Dew war im Bahnradsport aktiv. Bei den Bahnradsport-Weltmeisterschaften 1992 in Valencia gewann er gemeinsam mit Anthony Peden die Bronzemedaille im Tandemrennen.
Bei den nationalen Meisterschaften im Bahnradsport wurde er 1989 Zweiter im Zeitfahren hinter Martin Vinnicombe, 1991 hinter Shane Kelly und 1998 im Zweier-Mannschaftsfahren mit Brett McGaig. 1992 wurde er Dritter im Zeitfahren.